# Saint-Pardoux, Haute-Vienne
Saint-Pardoux (tiếng Occitan: Sent Perdos) là một xã của tỉnh Haute-Vienne, thuộc vùng Nouvelle-Aquitaine, miền trung nước Pháp.